# Vagão plataforma

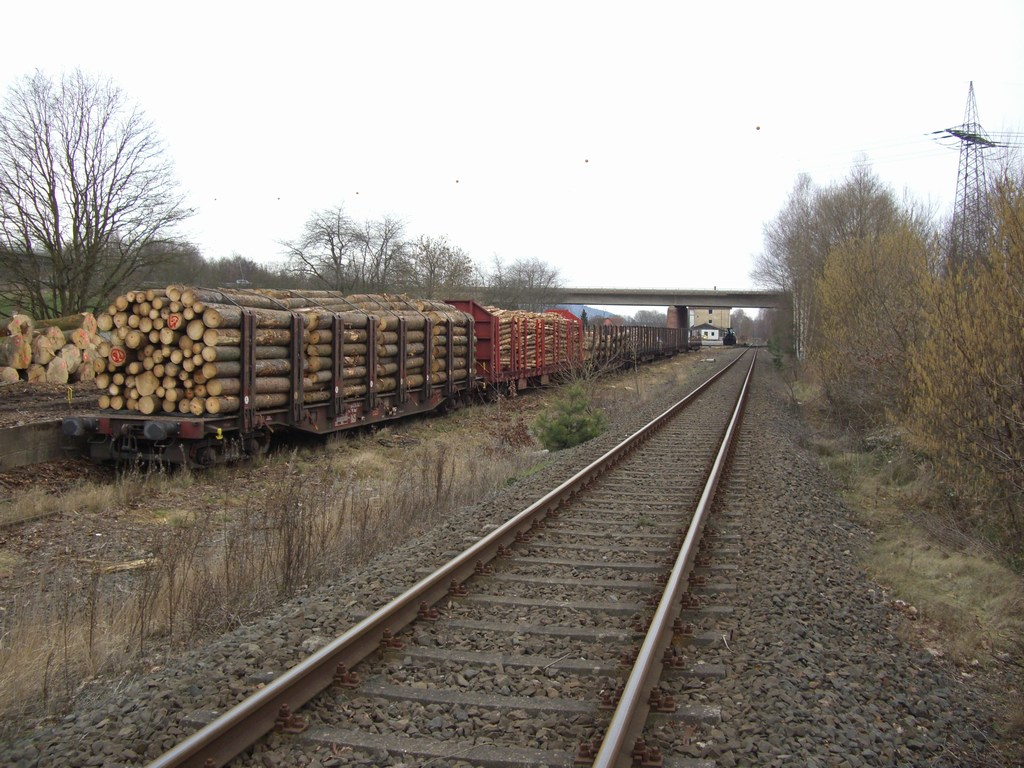
Vagões plataforma para o transporte de madeira

Um vagão plataforma ou vagão plano é um tipo de vagão ferroviário que consiste em uma plataforma plana aberta montada em um par de truques ferroviários, um em cada extremidade contendo normalmente quatro ou seis rodas. Ocasionalmente, vagões projetados para transportar cargas extrapesadas ou extragrandes são montados em um par (ou raramente mais) de bogies sob cada extremidade. O piso do vagão pode ser de madeira ou aço, e as laterais podem incluir bolsos para estacas ou pontos de amarração para fixar cargas. Os vagões planos projetados para transportar máquinas possuem conjuntos de correntes deslizantes embutidos no convés. 
Vagões plataforma são usados para cargas que são muito grandes ou pesadas para serem carregadas em vagões fechados normais, como vagões de carga.

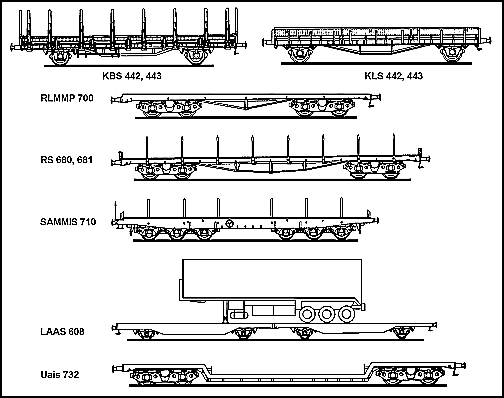
Diferentes tipos de vagões plataforma e um vagão especial de plataforma baixa